# Kamyk (Łódź)
Pour les articles homonymes, voir Kamyk.
Kamyk est une localité polonaise de la gmina de Konopnica, située dans le powiat de Wieluń en voïvodie de Łódź.